# Eduardo María Sáenz La Guardia
Eduardo María Sáenz de La Guardia (Moreda, siglo XVIII-Huesca,1 de febrero de 1832) fue un obispo de Huesca durante el periodo del Trienio Liberal

## Biografía
Aunque no se conoce la fecha de su nacimiento debido a la falta de estudio sobre su vida, sí se sabe que nació en la villa alavesa de Moreda.

## Relación con Bernardo Francés Caballero
Se sabe que en su adolescencia fraguó amistad con el que también sería obispo de Urgel y de Zaragoza, Bernardo Francés Caballero, debido a una carta  datada en el 9 de abril del 1817 en la población de Marcilla de Navarra en la que se le comunicaba al joven Eduardo que su amigo había sido nombrado obispo de Urgel, a cuya casa ubicada "frente a San Felipe el Real" había acudido a menudo, aunque una vez este fue nombrado obispo de Urgel y posteriormente de Zaragoza su contacto debió de cesar o disminuir debido a la falta de cartas.

## Sepulcro
Su sepulcro se encuentra en el Museo Diocesano de Huesca, estando su lápida expuesta en el acceso al Salón del Tanto Monta.